# The Honeydrippers
The Honeydrippers étaient un groupe de rock and roll des années 1980, tirant leur nom de Roosevelt Sykes, un chanteur de blues américain également connu sous le nom de "Honeydripper". L'ancien chanteur de Led Zeppelin, Robert Plant, a formé le groupe en 1981 pour satisfaire son objectif de longue date d'avoir un groupe de rock avec une base rythmique et blues lourde. Formé à l'origine dans le Worcestershire, le groupe a enregistré un EP aux États-Unis. En plus de Plant, le groupe était composé d'un ancien membre de Led Zeppelin, Jimmy Page ainsi que de Jeff Beck (anciennement guitariste des Yardbirds comme Page) et d'autres amis et musiciens de studio bien connus. Le groupe n'a sorti qu'un seul enregistrement, un EP intitulé The Honeydrippers: Volume One, le 12 novembre 1984. Les Honeydrippers ne devraient pas être confondus avec The Honey Drippers (deux mots), le groupe de soutien de Roy C connu pour avoir enregistré "Impeach The President".
Ils ont joué dans un concert à l'Université Keele en 1981. Les Honeydrippers ont culminé au # 3 début 1985 sur le Billboard Hot 100 avec un remake de la mélodie de Phil Phillips "Sea of Love", et frappé # 25 avec "Rockin 'at Midnight ", à l'origine un enregistrement de Roy Brown et une réécriture de" Good Rockin' Tonight ". Avec le succès de l'EP, Plant a déclaré qu'un album complet serait enregistré, mais il n'a jamais vu le jour. Le groupe est apparu à l'émission de télé Saturday Night Live le 15 décembre 1984, interprétant "Rockin 'at Midnight" et "Santa Claus Is Back in Town". Le groupe comprenait Brian Setzer et Georg Wadenius à la guitare, Tom Barney à la basse, Paul Shaffer au piano, Buddy Williams à la batterie, Michael Brecker, Lou Marini et Ronnie Cuber aux saxophones, Jon Faddis à la trompette et Tom Malone au trombone.
Le 23 décembre 2006, Plant a organisé un spectacle de charité à la mairie de Kidderminster sous le titre «Le retour des Honeydrippers» pour recueillir des fonds pour son voisin Jackie Jennings, qui était en traitement pour une tumeur au cerveau.

## Contenu
- I Get A Thrill - 2:39 Rudy Toombs
- Sea Of Love - 3:03 George Khoury, Phil Phillips
- I Got A Woman - 2:58 	Ray Charles, Renald Richard
- Young Boy Blues - 3:30 Doc Pomus, Phil Spector
- Rockin' At Midnight - 5:57 Roy Brown

## Membres
Formation originale (1981)
- Robert Plant - chant
- Andy Silvester - guitare
- Robbie Blunt - guitare
- Wayne Terry - basse
- Jim Hickman - basse
- Kevin O'Neill - Batterie
- Ricky Cool - harmonica
- Keith Evans - saxophone

The Honeydrippers: Volume One Formation (1984)
- Robert Plant - chant
- Jimmy Page - guitares
- Jeff Beck - guitares
- Brian Setzer - guitare
- Nile Rodgers - guitare, coproducteur
- Wayne Pedziwiatr - basse
- Paul Shaffer - claviers
- Dave Weckl - batterie